# XBIZ Awards - Movie
Gli XBIZ Awards-Movie sono i premi cinematografici, presentati e sponsorizzati dalla rivista XBIZ, che premiano i singoli film pornografici che si ritiene abbiano espresso le migliori performance dell'anno.

## Categorie
Nel corso del tempo si sono succedute diverse categorie ma le più importanti e diffuse sono:
- All-Black
- All-Girl
- All-Sex
- Amateur
- Asian
- BDSM
- Comedy
- Couples

- Erotic
- European/Foreign
- Feature Movie of the Year
- Fetish
- Gonzo
- Interracial
- Latin
- Parody

- Performer Showcase
- Pro-Am
- Speciality
- Taboo
- Transexual
- Vignette

## Vincitori

### Feature Movie of the Year
- 2008: Upload
- 2009: Pirates II: Stagnetti's Revenge
- 2010: The 8th Day
- 2010: Speed
- 2012: Portrait Of A Call Girl
- 2013: Wasteland
- 2014: Underworld
- 2015: Wetwork
- 2016: Wanted
- 2017: The Preacher's Daughter
- 2018: Half His Age: A Teenage Tragedy
- 2019: Abigail
- 2020: Teenage Lesbian
- 2021: Muse
- 2022: Muse 2
- 2023: Going Up
- 2024: Influence: Vanna Bardot
- 2025: Project X

### Gonzo Release/ Movie of the Year
- 2009: Performers Of The Year
- 2010: Pornstar Workout
- 2011: Tori, Tarra And Bobbi Love Rocco
- 2012: Asa Akira Is Insatiable 2
- 2013: Lexi
- 2014: Skin
- 2015: Ass Worship 15
- 2016: Anikka’s Anal Sluts
- 2017: Mick Loves Anikka
- 2018: Inked Nation
- 2019: A XXX Documentary
- 2020: Angela Loves Anal 2
- 2021: The Insatiable Emily Willis
- 2022: Hot Girl Summer
- 2023: Fill Her Up
- 2024: Hot Bodies 6
- 2025: Superstar Room 3

### Interracial Release Of The Year
- 2011: Lex The Impaler 5
- 2012: Lex The Impaler 7
- 2013: Prince The Penetrator
- 2014: The Housewives Of Lexington Steele
- 2015: Dani Daniels Deeper
- 2016: Carter Cruise Obsession
- 2017: Interracial Orgies
- 2018: Interracial Icon 5

### Transexual Movie/Release of the Year
- 2010: My Girlfriend’s Cock 5
- 2011: America's Next Top Tranny: Season 6
- 2012: She-male Police 2
- 2013: Mia Isabella: Want Some Honey? Vol. 2
- 2014: American She-Male X 5
- 2015: Big Tit She-Male X 2
- 2016: Kaitlyn Gender: Based On A Not So True Story
- 2017: Real Fucking Girls
- 2018: Buck Angel Superstar
- 2019: Aubrey Kate Plus 8
- 2020: Transfixed: Natalie Mars Showcase
- 2021: Tranimals
- 2022: I Am Aubrey
- 2023: My TS Stepsister 6
- 2024: Office Ms. Conduct
- 2025: D.O.L.L.S.

### All - Black Release Of The Year
- 2012: A Touch Of Seduction
- 2013: Straight From My Heart
- 2014: Black Heat
- 2015: The Seduction Of Skin Diamond
- 2016: Black Panthers 4
- 2017: Big Black Wet Asses 14
- 2018: The Black Out

### All - Girl Release/Movie of the Year
- 2012: Cherry
- 2013: Girls With Girls
- 2014: The Seduction Of Riley Reid
- 2015: Alexis And Asa
- 2016: The Swing LifeThe Business Of Women
- 2017: Little Red: A Lesbian Fairytale (Feature) e A Lesbian Romance 2 (Non-Feature)
- 2018: Vampires (Feature) e Angela Loves Women 3 (Non-Feature)
- 2019: Fantasy Factory: Wastelands (Feature) e Bare (Non-Feature)
- 2020: Sordid Stories (Feature) e The 'We Like Girls' Project Vol. 2 (Non-Feature)
- 2021: Terror Camp
- 2022: Sweet Sweet Sally Mae
- 2023: Sorrow Bay
- 2024: Play 4
- 2025: SPUN

### All - Sex Release of the Year
- 2012: Performers Of The Year 2011
- 2013: D3viance
- 2014: Whale Tale 6
- 2015: Meet Carter Cruise
- 2016: Big Booty Tryouts
- 2017: Anal Beauty 3
- 2018: The XXX Rub Down 2
- 2019: Carnal
- 2020: Divine

### Amateur Release Of The Year
- 2013: Amateur Coeds 18
- 2014: Amateur College Girls 6
- 2015: Homegrown Video 850
- 2016: Homegrown Video Group Sex: The More The Merrier
- 2017: Girls And Their Boys 22
- 2018: Adventures In Wife Sharing
- 2020: Tattooed Girls

### Asian -Themed Release Of The Year
- 2012: Superstar Showdown 6: Asian Edition - Asa Akira Vs. Katsuni
- 2013: I Am Asa
- 2014: I Am Asa 2
- 2015: Kalina Ryu: Asian Fuck Toy
- 2016: Starfall
- 2017: Asian Fuck Machines
- 2018: Asia Noir 7

### BDSM Release Of The Year
- 2014: Get My Belt
- 2015: Maddy O'Reilly's Submission
- 2016: Shades Of Scarlet 2
- 2017: Bound For Domination
- 2018: Whipped Ass 21: Masochistic MILFs
- 2019: Sex And Submission 2: Anal Bounty Hunter

### Comedy Release/ Comedy Movie of the Year
- 2018: Bad Babes Inc.
- 2019: Deadpool XXX: An Axel Braun Parody
- 2020: Love Emergency
- 2025: American MILF

### Couples-Themed Release Of The Year
- 2012: Love Is A Dangerous Game
- 2013: Torn
- 2014: Orgy University
- 2015: The Sexual Liberation Of Anna Lee
- 2016: The Swing Life
- 2017: Forked
- 2018: Unbridled
- 2019: Love In The Digital Age
- 2025: The Hunger

### Erotic-Themed Movie Of The Year
- 2020: Greed, Love And Betrayal
- 2021: Mirror Gamel

### Fetish Release Of The Year
- 2012: Odd Jobs 5
- 2013: Fetish Fanatic 10
- 2014: Samantha 38G And Friends 2
- 2015: To The Core
- 2016: Comic Book Freaks And Cosplay Geeks
- 2017: Lesbian Anal Sex Slaves 2
- 2018: Corrupted By The Evils Of Fetish Porn
- 2019: Mind Fucked: A Cult Classic
- 2020: Joanna Angel Is Kinky

### Latin-Themed Release Of The Year
- 2012: Made In Xspana 7
- 2013: Made In Xspana 8
- 2014: Chongas 5
- 2015: Latinas On Fire 2
- 2016: Colombian Fuckfest
- 2017: Colombian Fuck Fest 4
- 2018: Nacho Loves Canela Skin

### Parody Release of the Year
- 2010: Not The Bradys XXX: Marcia, Marcia Marcia!
- 2011: The Big Lebowski: A XXX Parody
- 2012: Beverly Hillbillies XXX (Comedy)
- 2013: Star Wars XXX: A Porn Parody (Comedy)
- 2014: Grease XXX: A Parody
- 2015: Not Jersey Boys XXX: A Porn Musical (Comedy)
- 2016: Batman Vs. Superman XXX: An Axel Braun Parody
- 2017: Suicide Squad XXX: An Axel Braun Parody

### Parody Release of the Year - Drama
- 2012: Top Guns
- 2013: Inglorious Bitches
- 2014: Superman Vs. Spider-Man: An Axel Braun Parody
- 2015: Cinderella XXX: An Axel Braun Parody

### Performer Showcase of the Year
- 2016: Being Riley
- 2017: Abella
- 2018: Angela 3
- 2019: I Am Angela
- 2020: Angela White: Dark Side
- 2021: The Insatiable Emily Willis
- 2022: Psychosexual
- 2023: April Knows Best
- 2024: Influence: Vanna Bardot
- 2025: Fuck Angela

### Pro-Am Release Of The Year
- 2014: Mother’s Indiscretion
- 2015: Handjob Winner 18
- 2016: Kayden Kross’s Casting Couch
- 2017: Fuck A Fan 27
- 2018: Canadian Sex Trip 2

### Speciality Release Of The Year
- 2012: Jessica Drake's Guide To Wicked Sex: Anal Edition
- 2013: Adam And Eve's Guide To The Kama Sutra
- 2014: Kama Sutra (movie)
- 2015: Jessica Drake's Guide To Wicked Sex: Plus Size
- 2016: Amazing Sex Secrets: Better Orgasms
- 2017: Nina Hartley's Guide To Exploring Open Relationships
- 2021: The Smut Peddlers

### Taboo/ Taboo Themed Release of the Year
- 2018: The Stepmother 15
- 2019: Future Darkly: Artifamily
- 2020: The Gold Star: A Whitney Wright Story

### Vignette Release of the Year
- 2012: Office Perverts 6
- 2013: Allie Haze: True Sex
- 2014: Busty Beauties Car Wash
- 2015: Entrapments
- 2016: A Hotwife Blindfolded 2
- 2017: The Proposal
- 2018: Sun-Lit
- 2019: After Dark
- 2020: Sordid Stories
- 2021: Elsa Jean: Influence
- 2022: If It Feels Good 2
- 2023: Goodess and the Seed
- 2024: MILFs Take Miami
- 2025: HZTV

### European/Foreign Feature Release Of The Year
- 2012: Les Filles De La Campagne
- 2013: Inglorious Bitches
- 2014: Claire Castel: The Chambermaid
- 2015: Russian Institute: Lesson 19: Holidays At My Parents
- 2016: How I Became A Sexual Slave
- 2017: My Daughter Is A Whore
- 2018: Revenge Of A Daughter
- 2019: Misha In Exile

### European/Foreign Non - Feature Release Of The Year
- 2012: Slutty Girls Love Rocco 3
- 2013: Slutty Girls Love Rocco 4
- 2014: Cayenne Loves Rocco
- 2015: The Initiation Of Alina Li
- 2016: Do Not Disturb
- 2017: Rocco Siffredi Hard Academy 1
- 2018: Rocco's Perfect Slaves 11
- 2019: Rocco Siffredi Hard Academy 3

### Premi assegnati una volta sola
- 2010: Tori Black Is Pretty Filthy (Gonzo Movie of the Year)
- 2010: The Office: A XXX Parody (Porn Parody of the Year)
- 2011: Black Ass Master 4(Ethnic Release Of The Year)
- 2019: I Want To Be A Pornstar 2 (Amateur-Themed Release Of The Year)
- 2020: The Heist (Foreign Movie Release Of The Year)
- 2024: Hopeless